# Detlev Prößdorf
Detlev Wolfgang Prößdorf (* 21. April 1930 in Wolmar in Lettland; † 12. Juni 2017) war ein deutscher Politiker. Er war von 1975 bis zum 30. April 1998 Oberbürgermeister der großen Kreisstadt Kehl und von 1975 bis zum 7. Februar 2017 Vorsitzender des DRK-Kreisverbandes Kehl.

## Leben
Prößdorf wuchs in Heidelberg und Rottweil auf und studierte Philologie, Psychologie, Geschichte und Rechtswissenschaften. Seit 1953 war er Mitglied der Verbindung Rupertia Heidelberg. In den 1970er Jahren leitete Prößdorf als Protokollchef mit der Amtsbezeichnung Ministerialrat das Protokollreferat der hessischen Staatskanzlei. Im Februar 1975 wurde er von der SPD als Kandidat für die Nachfolge des scheidenden Kehler Oberbürgermeisters Trudpert Müller zur Wahl aufgestellt und setzte sich bei dieser im zweiten Wahlgang mit 52,9 % gegen Ulrich Mentz und Fritz Baass durch. 1998 legte er das Amt des Oberbürgermeisters nach 23 Jahren nieder, da er mit 68 Jahren die gesetzliche Altersgrenze erreicht hatte. Sein Nachfolger wurde der sozialdemokratische Kommunalpolitiker Günther Petry.
Ebenfalls 1975 wurde Detlev Prößdorf zum Vorsitzenden des Kehler Kreisverbandes des Deutschen Roten Kreuzes gewählt. Dieses Ehrenamt hielt er bis 2017 inne.
Detlev Prößdorf starb am 12. Juni 2017 im Alter von 87 Jahren.